# Lidzbark Warmiński
Lidzbark Warmiński (anciennement « Heilsberg » en province de Prusse-Orientale, et avant « Lēcbargs » vieux-prussien) est une ville polonaise de la  voïvodie de Varmie-Mazurie. Elle est la capitale du powiat de Lidzbark. La superficie de la ville est de 14,34 km².

## Histoire
Le village balte à l'origine du peuplement, dénommé « Lecbarg », fut conquis en 1240 par les chevaliers de l'Ordre Teutonique. Ils appelèrent la localité « Heilsberg », et la ville qui s’y développa devint le siège de l'évêque de Varmie et devait demeurer la résidence du prince-évêque pendant 500 ans. Après le traité de Thorn (1466), la ville fut rattachée à la Prusse royale. Nicolas Copernic y vécut plusieurs années. On croit[Qui ?] qu’il a écrit ici une partie de son De revolutionibus orbium coelestium.
Comme le reste du royaume de Pologne, Lidzbark fut annexé par la Prusse à l’occasion du premier partage de la Pologne en 1772. Le 10 juin 1807 eut lieu la bataille d'Heilsberg entre l'armée française commandée par Napoléon et l'armée russe commandée par Bennigsen, à proximité de la ville. De 1818 à 1945, Heilsberg est le chef-lieu de l'arrondissement d'Heilsberg dans le district de Königsberg de la province de Prusse-Orientale.
Après la Seconde Guerre mondiale la ville revient à la Pologne en 1945 et est rebaptisée Lidzbark Warmiński. Sa population d'origine allemande est expulsée vers l’Ouest en application des décrets Bierut.

## Évolution démographique
| Année | Habitants |
| ----- | --------- |
| 1875  | 5 762     |
| 1880  | 5 874     |
| 1885  | 5 705     |
| 1890  | 5 501     |
| 1910  | 6 082     |
| 1933  | 8 781     |

| Année | Habitants |
| ----- | --------- |
| 1939  | 10 630    |
| 1971  | 13 000    |
| 1995  | 16 681    |
| 2000  | 16 505    |
| 2005  | 16 251    |

## Monuments
- Palais des évêques de Warmie (pl), construit entre 1350-1401
- Porte Haute (Wysoką Bramą), construite entre 1466-1478
- Église des Saints-Apôtres-Pierre-et-Paul (pl), début de construction vers le milieu du XIVe siècle.

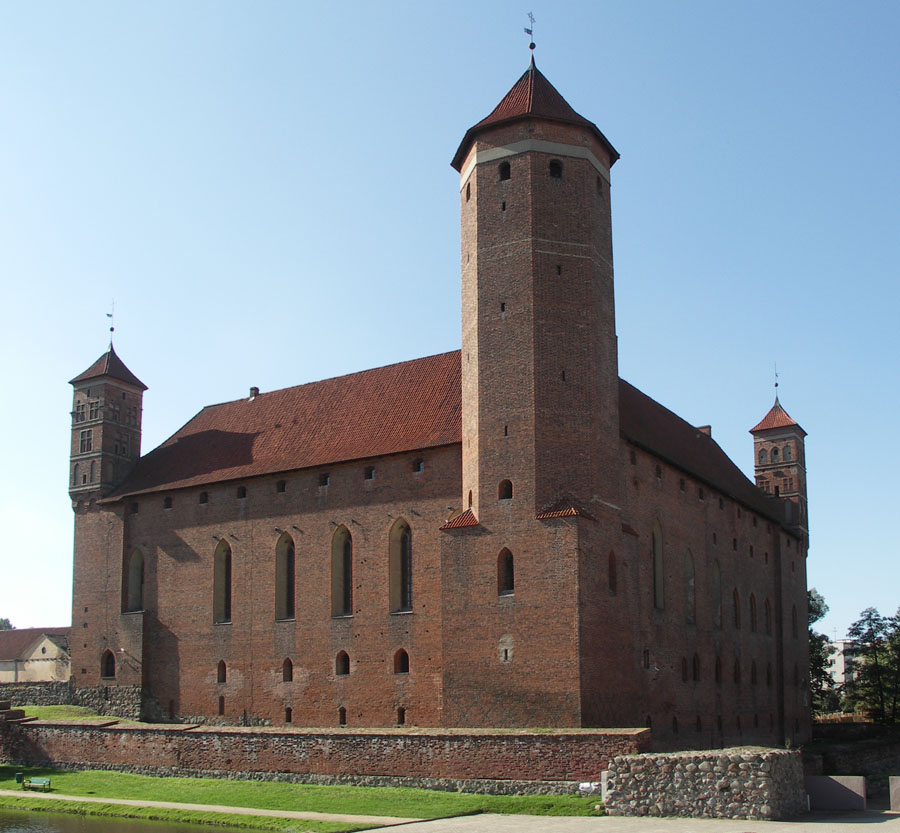
Palais des évêques de Warmie
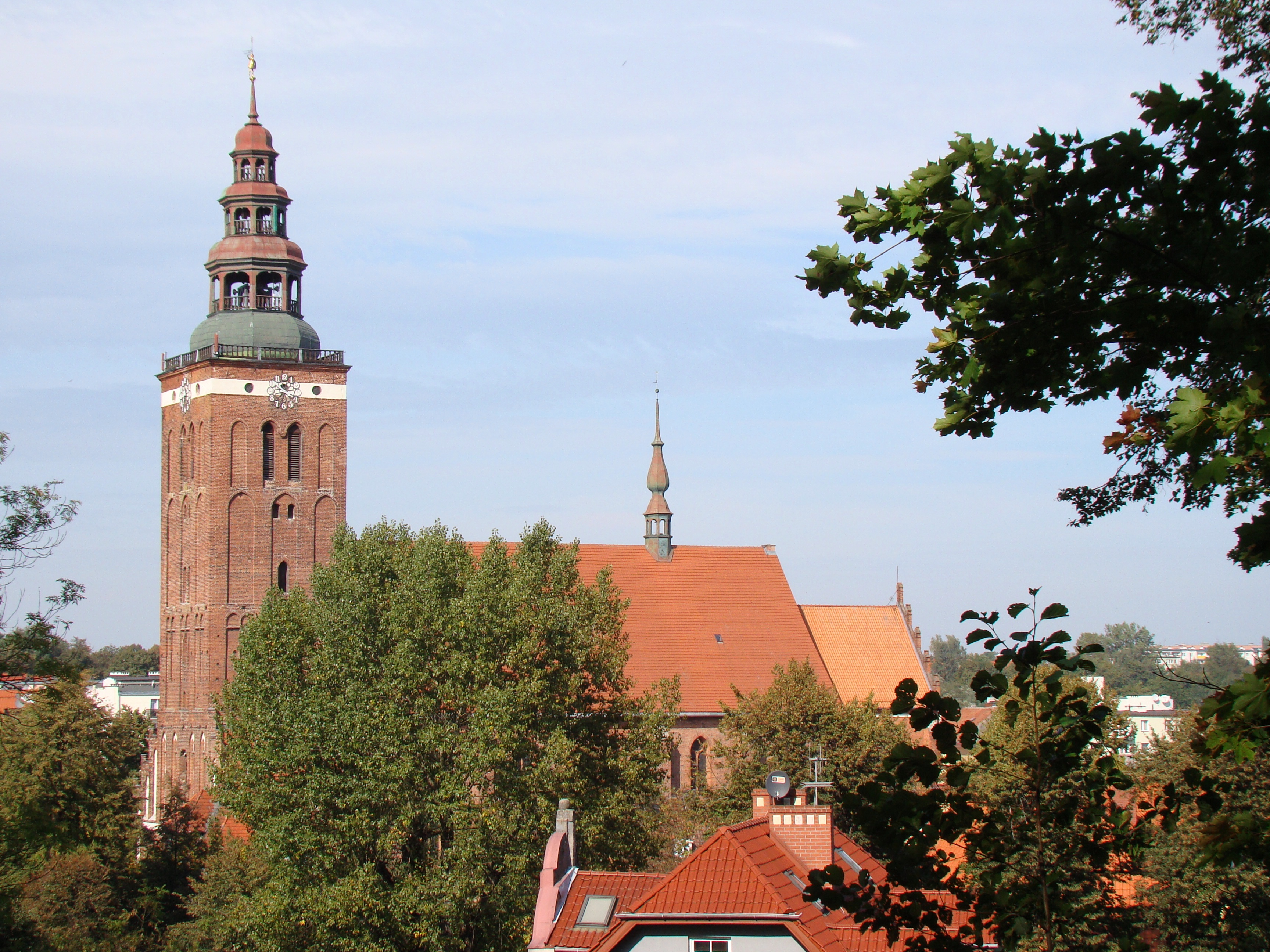
Église des saints apôtres Pierre et Paul
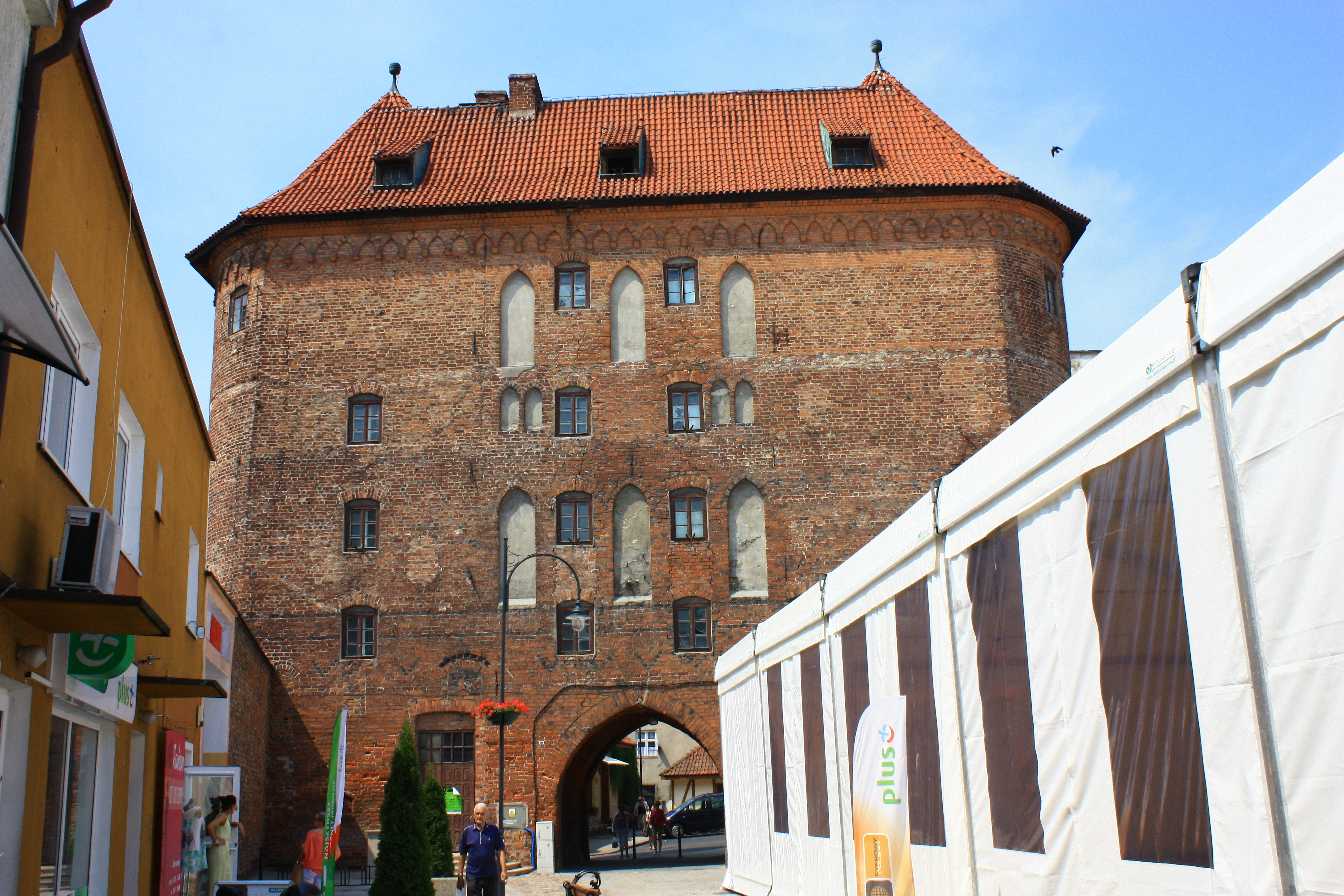
Porte Haute

## Jumelages
- Oud-Beijerland (Pays-Bas)
- Sovetsk (Russie)
- Milanówek (Pologne)
- Werlte (Allemagne)

## Personnalités liées à la ville
- Eustache Knobelsdorf, poète de langue latine, y est né en 1519
- Wilhelm von Thümen (1792-1856), général prussien.